# Jakob von Uexkull (homme politique)
Cet article concerne l'homme politique. Pour le biologiste, voir Jakob von Uexküll.
Jakob von Uexkull, né le 19 août 1944 à Uppsala en Suède, est un homme politique allemand et suédois, ancien député européen (1987-1989), et fondateur du Prix Nobel alternatif.

## Biographie
Jakob von Uexkull est le fils de l'auteur et journaliste Gösta von Uexküll et petit-fils du biologiste Jakob von Uexküll. Rejeton d'une vieille noblesse balte de Livonie, - son grand-père homonyme est un biologiste de premier plan, - Jakob von Uexkull a grandi en Suède et s'est intéressé à la politique dès sa jeunesse.
À l'âge de onze ans, lui et sa famille retournent en Allemagne, d'où ils avaient fui face au nazisme.
Après des études en Suède et en Allemagne, il a obtenu une maîtrise en politique, philosophie et économie à Christ Church. Marié et père de trois enfants, il vit à Londres. Il possède la nationalité suédoise et la nationalité allemande.
En 1979, Jakob von Uexkull, altermondialiste avant l'heure, propose à la Fondation Nobel de créer, comme la Banque de Suède l'a fait en 1968 pour le « Nobel » de l'Économie, deux nouveaux prix - Environnement et Développement humain - pour honorer ceux qui « n'entrent pas dans l'idéologie dominante ». Devant son refus, ce philatéliste professionnel se désinvestit de son activité (pour plus de 1 million de dollars) pour assurer le premier financement de cette initiative : il crée le prix Nobel alternatif, en 1980.
De 1987 à 1989, Jakob von Uexkull, est Eurodéputé écologiste allemand, au Parlement européen, à ce titre il est membre de la commission aux Affaires politiques et de la commission de Technologie et de Science.

En 2000, lors d'une interview à la radio allemande, Jakob von Uexküll suggère la création d'un corps de 50 sages reconnus à l'échelle mondiale. Cette initiative a vu le jour, en octobre 2004, à Londres sous le nom « Conseil pour l'avenir du monde » (World Future Council) ; cet organisme vise à fournir une orientation pour un avenir durable. À la base de cette création, une réflexion de Jakob von Uexkull : 

« Ce qui est clair pour moi, c'est que notre génération n'a pas d'institution qui prend la parole pour les générations futures. »

.

## Distinctions
- 2005 : Européen remarqué par Time Magazine.
- 2006 : Binding-Prize (Liechtenstein) pour la protection de nature et de l'environnement.
- 2008 : Erich-Fromm-Prize (Stuttgart), Allemagne, pour son engagement pour une vie dans la dignité humaine pour nos enfants et petits-enfants au sein de la mondialisation.

## Décorations
- Officier de l'ordre du Mérite de la République fédérale d'Allemagne
- Récipiendaire de l'ordre de la Croix de Terra Mariana de 3e classe

## Œuvres
- (de) Jakob von Uexkull et Herbert Girardet, Die Zukunft gestalten : World Future Council, J. Kamphausen Verlag, 2005, 120 p. (ISBN 978-3-89901-046-6)
- (en) Jakob von Uexkull et Herbert Girardet, Creating the World Future Council, Totnes, Green Books, 2007, 79 p. (ISBN 978-1-903998-46-5, OCLC 58728236)
- (de) Jakob von Uexkull, Zukunft ist möglich, Hambourg, Europäische Verlagsanstalt, 2007, 220 p. (ISBN 978-3-434-50606-5)
- (de) Jakob von Uexkull, Das sind wir unseren Kindern schuldig, Europäische Verlagsanstalt, 2007, 148 p. (ISBN 978-3-434-50611-9)